# Адміністративний поділ Новгородської республіки

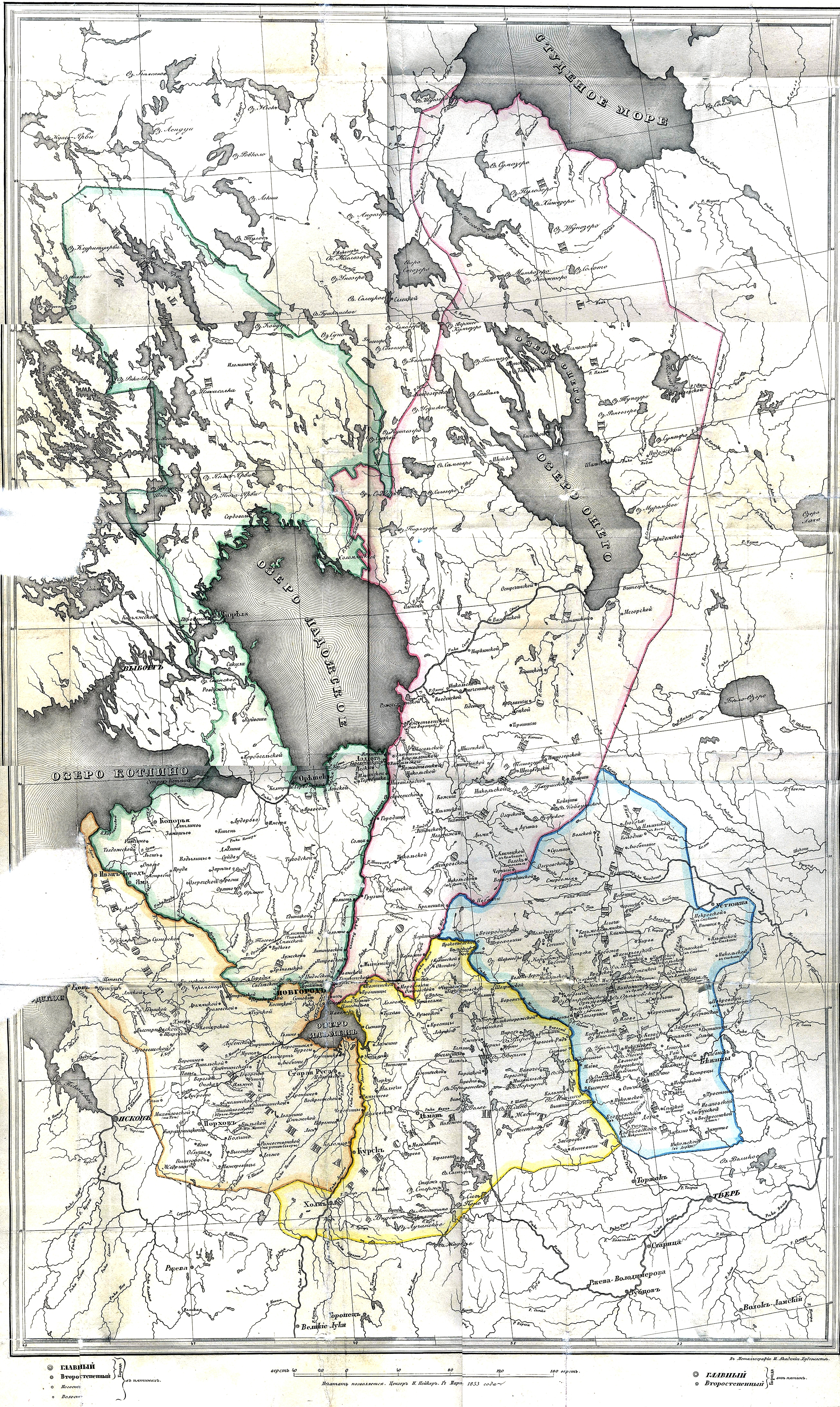
Карта новгородських п'ятин у 16 сторіччі

Адміністративний поділ Новгородської республіки — середньовічної слов'янської держави на північному заході сучасної Росії не є достеменно відомим.
Адміністративно територіальними одиницями Новогородської республіки були тисячі й волості. Місто Новгород з його околицями, а також кілька інших міст не входили до жодного з них. Псков домігся автономії від Новгорода в 13 сторіччі; його незалежність була підтверджена Болотовською угодою 1348 року.
Після падіння Новгородської республіки, Новгородська земля, в складі Московського царства, складалася з 5 п'ятин (що значило одну п'яту частину), що були додатково розділені на повіти і погости. Цей поділ було замінено лише 1708 року, коли московський цар Петро І запровадив губернії.

## Новгородська республіка

### Ядро
Ядром держави були землі над Ільменьським озером, річкою Волхов, Ладозьким озером та Фінською затокою, що в літописах часто називають Новгородською волостю. Припущення про внутрішню структуру Новгородської республіки переважно базуються на списку будівельників Великого мосту через Волхов (1260-ті роки) та договорі 1471 року. Між Новгородською республікою та польським королем Казимиром IV. Список будівничих перераховує 10 частин самого Новгорода та 9 інших утворень, які за Буровим, називалися тисячами й разом з Новгородом склали тьму (10 тисяч), згадану в договорі 1471 року. Нижче наводиться список тисяч та їх приблизне розташування:
- Ржевська тисяча, на південний захід Новгорода, поблизу сучасного Новоржева;
- Бежицька тисяча, на схід від Новгорода, з містечком Бежецьк,
- Вочська тисяча; земля фінської Воді, в Інгрії;
- Обоніська тисяча, південно-західне узбережжя Ладозького озера та поблизу Онезького озера (що дало назву тисячі), населена карелами і поморами;
- Луська тисяча, на захід від Новгорода, на захід від річки Луга (що дала назву тисячі);
- Лопська тисяча, південне узбережжя Ладозького озера та, ймовірно, землі на північ і захід від озера (Карельський перешийок, населений Іжорянами);
- Поволховська тисяча, в нижній течії річки Волхов, навколо міста Стара Ладога;
- Яжолвицька тисяча, на південний схід від Новгорода;
- Княжа тисяча, на південь від Новгорода, з центром у Старій Русі — 2-му за значенням містом країни.

Новгород з його околицями, що розташовано на верхньому Волхові та поблизу озера Ільмень, належав до окремої територіальної одиниці.
Іншими важливими містами були Порхов, Копор'є, Яма, Орешек та Корела. Більшість міст були у більш економічно розвиненій західній частині країни, в інших частинах існували лише рядки (невеликі містечкові поселення) або взагалі не було міських поселень.
Кілька міст також не були частиною жодної тисячі (а також тьми), оскільки ними спільно володіли Новгородська держава та одна з сусідніх держав:
- Великі Луки були спільною власністю Новгородського та Смоленського князівств, а згодом Новгородської республіки та Великого князівства Литовського;
- Волоколамськ і Торжок були у власності Новгородського та Великого князівства Володимирського, що згодом увійшло до складу Великого князівства Московського.

### Волості
Великі землі на сході, що були колонізовані Новгородською державою або лише платили їй данину, були поділені на волості. Деякі з цих волостей були:
- Заволочья, у сточизі Північної Двіни та Онеги. Її назва означає «поза межами волок», що означає волоки між річковими системами Волги та цими північними річками. Тут мешкали переважно різні фінно-угорські народи, хоча багато слов'ян також мігрували туди в 13 сторіччі, рятуючись від монгольських навал;
- Перм, в басейнах Вичегда і верхньої Ками (дивіться Велика Перм);
- Печора, в басейні однойменної річки, на захід від Уральських гір;
- Югра, на схід від Уральських гір;
- Тре, на Кольському півострові;
- Коло, на Кольському півострові;[2]
- Варзузька волость, на Кольському півострові;
- Умбська волость, на Кольському півострові.

### Псков
Після розпаду Руської держави у XII сторіччі місто Псков з прилеглими територіями вздовж річки Велика, Чудсько-Псковського озера та річки Нарва увійшло до складу Новгородської республіки. Псков зберігав свої особливі автономні права, включаючи право на самостійне будівництво передмість (Ізборськ є найдавнішим серед них). Через провідну роль Пскова в боротьбі проти Лівонського ордену його вплив значно поширився. Довге правління Довмонта (1266–99) і особливо його перемога в Раковорській битві (1268) спричинили період фактичної незалежності Пскова. Новгородські бояри формально визнали незалежність Пскова в Болотовському договорі (1348 рік), відмовившись від права на призначення псковських посадників. Місто Псков залишалося залежним від Новгорода лише у церковних питаннях до 1589 року, коли було створено окреме Псковське єпископство та Новгородські архієпископи змінили титул «Новгородські й псковські» на «Великоновгородські й Великолузькі».

## П'ятини
Після завоювання Великим князівством Московським Новгородська земля поділена на 5 пятин:
- Шелонська п'ятина, розташовувалася від річки Шелон, між річками Ловать та Луга на захід та південний захід Новгорода;
- Водська п'ятина (або Воцька п'ятина) розташовувалася між річками Луга та Волхов, на північ від Новгорода та на узбережжі Ладозького озера;
- Обонезька п'ятина, від Онезького озера, була найбільшою п'ятиною з усіх; розташовувалася на північний схід від Новгорода на берегах Білого моря, Ладозького та Онезького озер;
- Бежицька п'ятина, на схід від Новгорода;
- Деревська п'ятина, між річками Мста та Ловать, на південний схід від Новгорода.